# Cô phương bất tự thưởng
Cô phương bất tự thưởng (Tiếng Trung: 孤芳不自赏, Tiếng Anh: General and I, Tướng quân và tôi, Tiếng Việt: Cô phương bất tự thưởng, Tình trong biển hận) là một bộ phim truyền hình Trung Quốc năm 2017 dựa trên tiểu thuyết cùng tên của nhà văn Phong Lộng được kì vọng và đánh giá cao. Bộ phim được đạo diễn bởi Cúc Giác Lượng và biên kịch bởi Trương Vĩnh Sâm, với sự tham gia của các diễn viên nổi tiếng như Chung Hán Lương, Angelababy, Tôn Nghệ Châu, Can Đình Đình. Cô phương bất tự thưởng phát sóng trên đài truyền hình Hồ Nam từ ngày 2 tháng 1 đến ngày 10 tháng 2 năm 2017.

## Cốt truyện
Bộ phim lấy bối cảnh thời chiến loạn, cuộc phân tranh giữa bốn nước Đại Tấn, Đại Yến, Đại Lương và Bạch Lan đã gây nên khói lửa đau thương khắp nơi. Ở Đại Yến, tân vương đăng cơ, trong lòng nghi kị Kính An vương phủ dù vương phủ hết lòng tận trung vì nước, xả thân nơi sa trường. Kính An vương phủ có một thị nữ tên Bạch Sính Đình, thông minh hơn người, tuổi trẻ tài cao, trong đầu có ngàn mưu lược, tâm kế không thua gì danh tướng. Bạch Sính Đình tuy là con gái tội thần, ngoài thiên hạ lại chỉ là một thị nữ của thiếu gia- tiểu Kính An vương Hà Hiệp, nhưng thực tế nàng lại được đối xử như muội muội của Hà Hiệp, ăn ngon mặc ấm như một tiểu thư quý tộc.
Yến vương đối với Kính An vương và Trưởng công chúa ngày càng chướng mắt, bèn hợp tác với Trấn Bắc vương Sở Bắc Tiệp- chiến thần mưu dũng vô song của Đại Tấn. Sở Bắc Tiệp từ đó bày kế, giúp Yến vương diệt Kính An vương phủ. Kính An vương và vương phi là Trưởng công chúa (tỷ tỷ ruột của Yến vương) đều mất mạng. Nhà tan cửa nát, thê lương không nói thành lời, Hà Hiệp cùng Bạch Sính Đình phải tháo chạy khỏi Đại Yến. Trước lúc bị tách khỏi nhau, Hà Hiệp đã cầu thân với Sính Đình sau 15 năm làm thanh mai trúc mã. Sính Đình gật đầu chấp thuận, nàng dùng bản thân làm mồi nhử giúp Hà Hiệp chạy thoát khỏi quân truy nã của Yến vương. Kết quả Sính Đình bị trúng tiễn, thương nặng và rơi xuống con sông mà Sở Bắc Tiệp đang du ngoạn. Sở Bắc Tiệp nhìn thấy cây trâm ngọc trắng của nàng liền nhận ra ngay nàng chính là tiểu nha đầu mình đã gặp nhiều năm trước, bèn đem nàng về Đại Tấn và ít lâu sau ép nàng thành thân với mình.
Bạch Sính Đình lúc đầu là muốn lợi dụng Sở Bắc Tiệp để giúp Hà Hiệp, trở thành Trấn Bắc vương phi cốt cũng chỉ để ép Sở Bắc Tiệp phát ra lời thề năm năm không xâm phạm đất Yến, cứu cánh cho Hà Hiệp. Nhưng tâm nàng sau đó lại không thể thoát khỏi hình bóng của Sở Bắc Tiệp, cộng thêm Hà Hiệp nhận ra sự thay đổi đó, khiến Sính Đình đường ai nấy đi với Hà Hiệp. Hà Hiệp hận Sở Bắc Tiệp thấu xương vì chính Sở Bắc Tiệp đã giết cha mẹ của chàng, trong lòng không dung nổi Bạch Sính Đình, lại không thể xuống tay với nàng. Sau đó, Bạch Sính Đình bị tứ quốc truy nã gắt gao vì bản thân đọc làu binh thư do phụ thân là Bạch đại nhân truyền lại. Binh thư đó một khi có trong tay có thể thâu tóm tứ quốc, vì vậy người ta nói: " Có Bạch Sính Đình là có được thiên hạ."
Nàng lưu lạc đến Đại Lương, gặp lại người tỷ tỷ năm xưa là Dương Phụng, nay đã là Thượng tướng phu nhân. Phu quân của Dương Phụng là Tắc Doãn đại tướng quân của Đại Lương. Lương vương đang phải chống lại sự uy hiếp từ Đại Tấn, cụ thể là quân của Trấn Bắc vương Sở Bắc Tiệp. Để giúp Tắc Doãn- Dương Phụng và Đại Lương, Bạch Sính Đình quyết định thống lĩnh tam quân, trở thành chủ soái, đem quân Đại Lương quyết chiến với Sở Bắc Tiệp.
Sau cuộc chiến này, Sính Đình đã không còn tự lừa mình dối người, chấp nhận tình cảm của Sở Bắc Tiệp, trở thành thê tử của chàng. Đoạn đường sau này, Sính Đình và Bắc Tiệp tình thâm, cùng tiến cùng lùi, tâm giao tương thông, lòng quyết không đổi.
Hà Hiệp trở thành phò mã của Bạch Lan, cùng công chúa của Bạch Lan là Diệu Thiên thành thân. Với mộng độc bá tứ quốc và tiêu diệt Sở Bắc Tiệp, Hà Hiệp không từ bất kì thủ đoạn nào. Trong lòng chàng nhung nhớ Sính Đình, nhung nhớ Kính An vương phủ năm xưa. Sính Đình là tất cả những gì còn lại của hồi ức trong Hà Hiệp, chàng quyết tâm phải giành lại bằng được thanh mai trúc mã từ tay Sở Bắc Tiệp, dù phải tổn thương cả Sính Đình. Vương thất Bạch Lan không có người nối dõi, đất nước bèn đưa công chúa lên tạm trị. Diệu Thiên khí chất cao quý, khéo léo hơn người, dù biết Hà Hiệp lợi dụng mình nhưng vẫn một lòng với chàng. Đem binh quyền giao cho chàng, chống lại thừa tướng cũng vì chàng, thậm chí còn không thể giết chàng mà tự sát và giết luôn đứa con trong bụng. Hà Hiệp chỉ khao khát Bạch Sính Đình, mà đâu biết trong tim chàng Diệu Thiên mới là chân tình. Diệu Thiên đi rồi, chàng mới thống khổ. Chàng thống nhất tam quân, đem Bạch Lan danh chấn thiên hạ, đi khắp Tứ quốc hoành hành ngang dọc, mạnh mẽ đến mức nắm chắc trong tay ngôi vị vua của cả thiên hạ. Trong mắt dân chúng, chàng chính là đại ma đầu, có ai biết là đại ma đầu ấy ngày đêm tự tay chạm khắc mũ phượng tinh xảo, để đội lên đầu Diệu Thiên mũ hậu cao quý nhất tứ quốc. Nhưng Diệu Thiên đã đi vào giấc ngủ ngàn thu, mũ hậu ấy cuối cùng chẳng có ý nghĩa gì cả.
Sở Bắc Tiệp tương phùng với Bạch Sính Đình, cùng nhau xuất chiến chống lại Hà Hiệp. Lúc này hai người đã có một đứa con trai tên là Trường Tiếu. Hà Hiệp khinh cuồng không thôi, trúng kế của Sở Bắc Tiệp và Bạch Sính Đình. Cuối cùng, Sính Đình vẫn muốn Hà Hiệp vứt bỏ thù hằn, trở lại làm thiếu gia của Kính An vương phủ năm xưa. Nhưng Hà Hiệp ân oán quá nặng, trên đài cao muốn tất sát Sở Bắc Tiệp. Để cứu phu quân, Sính Đình hi sinh thân mình, dùng sức đẩy Hà Hiệp cùng nhau rơi xuống thành cao, đồng quy vu tận. Trong phút cuối, Hà Hiệp nhìn gương mặt Sính Đình và nhìn thành Diệu Thiên, bèn đẩy nàng lại để Sở Bắc Tiệp cứu nàng, còn thân mình rơi xuống, ngàn vạn giáo đâm đoạt mạng.
Chiến thắng Hà Hiệp, Sở Bắc Tiệp lên ngôi hoàng đế, cùng hoàng hậu Bạch Sính Đình sống hạnh phúc mãi mãi bên nhau. Lòng người hiểm ác, hại hai người bao lần chia cắt lương duyên, nhưng cuối cùng vẫn là dũng cảm nắm tay nhau, cùng nhau đi hết đoạn đường phía trước.

## Diễn viên

### Tuyến nhân vật chính
| Diễn viên       | Nhân vật                    | Giới thiệu |
| --------------- | --------------------------- | --- |
| Angelababy      | Bạch Sính Đình              | Thị nữ của tiểu Kính An vương Hà Hiệp trong Kính An vương phủ của nước Đại Yến. Con gái của tội thần, được đối xử như muội muội của Hà Hiệp. Một chiến lược gia thiên tài, một khi xuất trận có thể giúp quân đánh đâu thắng đó. Hà Hiệp và Sính Đình là mối tình thanh mai trúc mã suốt 15 năm trời. Sau khi Kính An vương phủ bị diệt, Bạch Sính Đình thế thân giúp Hà Hiệp tẩu thoát, bị thương nặng và gặp lại Sở Bắc Tiệp. Sở Bắc Tiệp ngay lập tức yêu nàng và muốn cưới nàng về làm vương phi. Ban đầu Sính Đình muốn lợi dụng Sở Bắc Tiệp, nhưng sau đó lại thật lòng yêu chàng. |
| Chung Hán Lương | Sở Bắc Tiệp/ Tư Mã Bắc Tiệp | Trấn Bắc vương của Đại Tấn. Một nhà chiến lược quân sự và tướng quân mạnh mẽ. Thực ra Sở Bắc Tiệp vốn là anh em ruột với vua Tấn, nhưng bị che giấu. Chàng yêu Bạch Sính Đình từ lần đầu họ gặp mặt khi cha nàng cứu chàng và mẹ chàng mười năm trước. Một đại tướng quân hết mực trung thành với đất nước của mình, kể cả có bị chính Tấn vương đề phòng, nghi kị. Nhưng chàng cũng bị giày vò giữa trách nhiệm và tìn yêu, rồi bị chia cắt với Sính Đình trong nhiều năm. |
| Tôn Nghệ Châu   | Hà Hiệp                     | Tiểu Kính An vương, thiếu gia duy nhất của Kính An vương và Trưởng công chúa. Một quý tộc đầy tham vọng, người có ý định tìm cách trả thù gia đình sau khi bị gia đình Yến vương phản bội. Sau đó, chàng đã xin tị nạn tại Vương quốc Bạch Lan và trở thành người phối ngẫu của công chúa để có được quyền lực. Chàng chỉ nhận ra rằng cuối cùng chàng đã yêu Diệu Thiên, nhưng vẫn muốn tự lừa mình dối người. |
| Can Đình Đình   | Diệu Thiên                  | Công chúa của Bạch Lan, và sau đó là vợ của Hà Hiệp. Một nữ nhân đa mưu túc trí, xử thế thanh cao hơn người. Tình yêu của nàng dành cho chồng cuối cùng dẫn đến sự sụp đổ của vương quốc, và nàng đã hy sinh bản thân và đứa con chưa sinh của mình để cho phép Hà Hiệp thực hiện tham vọng của mình. |

## Nhạc phim
1. Cô Phương Bất Tự Thưởng / 孤芳不自赏 - Hoắc Tôn
2. Chốn Cũ Từng Quen /风景旧曾谙 - Quách Tịnh ft Vi Lệ An
3. Một Nhành Cô Phương / 一枝孤芳 - Chung Hán Lương
4. Trước Mắt / 眼前 - Đàm Tinh
5. Không Phụ Lòng Em / 不負 - Chu Phẩm
6. Lệ Tháp / 淚塔 (Cô Phương Bất Tự Thưởng OST) - Phương Viên